# Anna Beata Bohdziewicz
Anna Beata Bohdziewicz (ur. 15 kwietnia 1950 w Łodzi) – fotografka, publicystka i kuratorka wystaw. Mieszka i pracuje w Warszawie.

## Życiorys
Wnuczka Walentyny Miedwiediew (aktorki, z pochodzenia Rosjanki) i Piotra Demkowskiego (majora dyplomowanego piechoty Wojska Polskiego, uczestnika wojny z bolszewikami, skazanego na karę śmierci, zdegradowanego i straconego w 1931 za działania szpiegowskie na rzecz ZSRR). Córka reżysera prof. Antoniego Bohdziewicza i scenarzystki filmowej Ariadny Demkowskiej. 
Początkowo studiowała archeologię, a po pół roku zmieniła kierunek studiów na etnografię na Uniwersytecie Warszawskim, którą ukończyła w 1974. W latach 1974–1980 pracowała w Przedsiębiorstwie Realizacji Filmów, jako asystentka oraz jako drugi reżyser na planie filmowym m.in. z Walerianem Borowczykiem, Krzysztofem Kieślowskim, Filipem Bajonem, Andrzejem Trzosem-Rastawieckim.
W 1981 była zaangażowana w działania Regionu Mazowsze NSZZ Solidarność. W latach 1983–1989 współpracowała z prasą podziemną. Była aktywną uczestniczką wystaw „przykościelnych” organizowanych w Warszawie przez Janusza Boguckiego i Antoninę Smolarz.
Od lat 90. przygotowuje reportaże, m.in. dla: „Tygodnika Powszechnego”, „Gazety Wyborczej”, „The Independent”, „Zeszytów Literackich”, „Kontekstów”, a także internetowego pisma poświęconego fotografii „Fototapeta”. Przez rok była fotoedytorką w „Gazecie Wyborczej”. Pracuje jako fotografka niezależna.
Od 1982 prowadzi Fotodziennik, który liczy obecnie około 6000 stron i jest zapisem najnowszej historii Polski oraz życia prywatnego autorki. Dodatkową wartość nadają mu osobiste podpisy pod zdjęciami. Od 1997 pracuje nad cyklem "Antypocztówka z...", realizowanym między innymi w Warszawie, Berlinie, Cannes, Jerozolimie, Pekinie.
Jest laureatką wielu nagród, m.in.: nagrody Rady Artystycznej ZPAF za najlepszy debiut w 1985; Nagrody Artystycznej Młodych im. Stanisława Wyspiańskiego w 1985; nagrody niezależnego Stowarzyszenia Dziennikarzy Polskich w 1987. Otrzymała odznakę Zasłużony Działacz Kultury w 1998. W 2007 za zasługi na polu fotografii niezależnej została odznaczona Krzyżem Oficerskim Orderu Odrodzenia Polski. W 2010 otrzymała medal „10 lat Instytutu Pamięci Narodowej”.

## Wystawy indywidualne
- 1974 – pierwsza wystawa, pracownia prof. Zofii Demkowskiej, Warszawa
- 1978 – „Chorasan”, Galeria Krytyków, Warszawa
- 1980 – „Afganistan”, Galeria ŁTF, Łódź
- 1983 – „Prawie rok” (pierwsza wystawa „Fotodziennika”), Galeria ZPAF, Kraków
- 1984 – „Droga Krzyżowa”, Kościół pw. św. Maksymiliana Kolbego, Mistrzejowice;
- 1984 – „Afganistan – wspomnienie z podróży”, Galeria Foto-Video, Kraków;
- 1984 – „Kapliczki warszawskie”, Galeria Forma, Warszawa;
- 1984 – „Piosenka o końcu świata – już ponad rok – Fotodziennik”, Galeria Od Nowa, Poznań
- 1985 – „Fotodziennik”, Galerie Zyndikaat, Berlin Zachodni;
- 1985 – „Fotodziennik”, Bielska Galeria Fotografii, Bielsko-Biała
- 1986 – „Rzym – Fotodziennik”, pokaz domowy, Warszawa;
- 1986 – „Rzym – Fotodziennik”, Galeria Sceny Plastycznej KUL, Lublin
- 1987 – „Fotodziennik”, Galeria FF, Łódź;
- 1987 – „Photodiary”, Natalie Klebenov Galery, Boston; Grey Art Gallery, New York University, Nowy Jork;
- 1987 – „Fotodziennik – piąty rok”, Galeria ZPAF, Kraków
- 1988 – „Photodiary”, The Area Galery, Portland;
- 1988 – „Photodiary”, Salzburg College Gallery, Salzburg
- 1989 – „Photodiary”, Red Eye Gallery, Rhode Island School of Design;
- 1989 – „Fototagebuch”, Bartholomeuskirche, Berlin Wschodni
- 1990 – „Dziesięć lat ‘Solidarności’ w Polsce”, wystawa pokazywana w 60 krajach świata
- 1991 – „Droga Krzyżowa”, w ramach Artystycznego Misterium Wielkanocnego, Wołów;
- 1991 – „Kapliczki warszawskie”, Muzeum Okręgowe, Radom;
- 1991 – „Do kraju tego”, Galeria BWA, Koszalin
- 1994 – „Fototagebuch”, Humboldt Bibliotek, Berlin; Rathuas Galerie, Reinickendorf, Berlin;
- 1995 – „Fotodziennik”, Galeria „Świat fotografii”, Warszawa;
- 1995 – „Fotodziennik”, Galeria FF, Łódź
- 1997 – „Antypocztówka z Warszawy”, Galeria Pokaz, Warszawa;
- 1997 – „Antypocztówka z Berlina”, Goethe-Institut, Warszawa
- 1998 – „Dziennik Tunezyjski”, Mała Galeria, Warszawa
- 2002 – „Fotodziennik 1982–1992”, 3. Biennale internationale de la photographie, Centre culturel „Les Chiroux”, Liège
- 2004 – „Antypocztówki”, Galeria „The Other Way”, Kraków;
- 2004 – „Fotodziennik”, Instytut Polski, Miesiąc Fotografii, Bratysława
- 2005 – „Fotodziennik 1982–1992”, Galeria Związku Fotografów Litewskich, Wilno
- 2009 – „1989 – Fotodziennik, czyli piosenka o końcu świata”, Galeria Jabłkowskich, Warszawa;
- 2009 – „Kapliczki warszawskie”, Galeria Jabłkowskich, Warszawa
- 2011 – „Fototagebuch aus Warschau (1991–2011)”, August Bebel Instytut, Berlin

## Udział w wystawach zbiorowych
- 1983 – „Znak Krzyża”, kościół pw. Miłosierdzia Bożego, Warszawa;
- 1983 – „Ojczyzno moja”, kościół pw. św. Maksymiliana Kolbego, Mistrzejowice; kościół pw. Miłosierdzia Bożego, Warszawa
- 1985 – „Oczekiwanie”, kościół św. Józefa, Ursus;
- 1985 – 3. Dni Fotografii, Świdnica
- 1987 – „Photodiary”, w ramach wystawy „Out of Eastern Europe”, List Visual Arts Center, MIT, Boston; Rosa Esmon Gallery, New York; Art Space, San Francisco;
- 1988 – „Fotodziennk 1982–1988”, w ramach wystawy „Polish Experimental Photography”, Liget Galeria, Budapeszt;
- 1988 – „Photodiary”, w ramach wystawy „Private Photography from Eastern Europe”, The Baxter Galery, Portland; Randolph Street Galery, Chicago;
- 1988 – „Fototagebuch”, w ramach wystawy „Zwischen Elbe und Wolga”, Lenbachhaus, Monachium;
- 1988 – „Photodiary”, w ramach wystawy „Polish Perceptions”, Collins Galery, Glasgow
- 1989 – „Fotodziennik 1982–1989”, w ramach wystawy „Lochy Manhattanu”, garaże osiedla Manhattan, Łódź;
- 1989 – „Zwischen Elbe und Wolga”, Neue Gesellschaft für Bildende Kunst, Berlin Zachodni;
- 1989 – „Sztuka jako gest prywatny”, Galeria BWA, Koszalin;
- 1990 – „Fotoberichte aus Polen”, Gasteig Galerie, Monachium; „Fotodziennik 1982–1990”, w ramach wystawy „Solidarność w Pradze”, Polski Instytut Kulturalny, Praga
- 1992 – „Czas smutku, czas nadziei”, Zachęta, Warszawa
- 2001 – „Warszawa 1943 – Warszawa 1944. Fotograf nieznany”, kurator wystawy, Zamek Królewski w Warszawie, Warszawa;
- 2001 – „Fotodziennik 1999–2001”, w ramach wystawy „Czas fotografii. Czas w fotografii”, Częstochowa
- 2002 – „Antypocztówki”, w ramach wystawy „Wokół dekady”, Łódź, Muzeum Sztuki; Wrocław, Muzeum Narodowe; Bielsko-Biała, Galeria BWA;
- 2002 – „Fotodziennik 1982–2002”, Warszawa, Galeria Bezdomna; „Piękni i szczęśliwi”, Warszawa, Galeria „Fret a porter”
- 2003 – „Fotodziennik – wybór czerwony”, w ramach wystawy „Zanikanie”, CSW Zamek Ujazdowski, Warszawa
- 2003 – „Piękni i szczęśliwi”, w ramach wystawy „Sztuka i reklama”, Zachęta, Warszawa; „Fotodziennik 1982–1989”, w ramach wystawy „Socland”, Muzeum Komunizmu, Kraków, Warszawa, Łódź
- 2003 – „Miasto Kobiet?”, w ramach wystawy „Kobieta na duszę”, Galeria Manhattan, Łódź
- 2005 – „Solidarność – początek drogi”, Muzeum Narodowe, Warszawa
- 2006 – „Re-wizja”, Warszawski Festiwal Fotografii Artystycznej, Galeria Spokojna, Warszawa
- 2007 – „Czas zapamiętany. Mała Galeria 1977–2006”, CSW Zamek Ujazdowski, Warszawa
- 2008 – „Dokumentalistki – polskie fotografki XX wieku”, Zachęta, Warszawa
- 2012 – „Świat nie przedstawiony. Dokumenty polskiej transformacji po 1989 roku”, CSW Zamek Ujazdowski, Warszawa
- 2021-2022 – „Jedyne. Nieopowiedziane historie polskich fotografek”, Dom Spotkań z Historią, Warszawa